# MCV DD102
MCV DD102 — двухэтажный автобус, выпускавшийся египетской компанией MCV Bus and Coach на шасси VDL DB300.

## Описание
MCV DD102 во многом идентичен MCV DD103, но в отличие от него, базовым шасси является VDL DB300.

## Эксплуатация
В январе 2014 года эксплуатация автобусов MCV DD102 началась в Гонконге.